# David Accam
David Accam (Accra, 28 settembre 1990) è un ex calciatore ghanese, di ruolo attaccante o centrocampista.

## Carriera

### Club
Accam inizia la sua carriera alla Right to Dream Academy. Dopo aver firmato un contratto al Ledbury Town dall'Hartpury College, Accam segna al suo debutto nel 2009. Nella stagione 2010-11 ha giocato per il club inglese Eversham United. Ha poi preso parte alla competizione "The Chance", organizzata dalla Nike, dove è uno degli otto vincitori che giocano per una stagione nella Nike Football Academy.
Nel marzo 2012 firma con il club svedese di terza divisione dell'Östersund. Nell'agosto dello stesso anno firma per l'Helsingborg per poi tornare, secondo gli accordi, all'Östersund in prestito fino alla fine della stagione, ma finisce per rimanere all'Helsingborg complice il match di Champions League contro il Celtic. La cifra pagata per l'acquisto da parte dell'Helsingborg è stata la più alta per un giocatore di Division 1. Al termine dell'Allsvenskan 2014 è arrivato secondo in classifica cannonieri, avendo segnato 17 reti in 25 partite.
A partire dal 2015 gioca nella Major League Soccer, avendo firmando un contratto da giocatore designato con i Chicago Fire. Qui rimane per tre stagioni, durante le quali gioca 78 partite di campionato e realizza 33 reti.
Il 18 gennaio 2018 è stato acquistato dai Philadelphia Union. La sua prima stagione in Pennsylvania tuttavia è condizionata da alcuni problemi fisici, con Accam che segna solo un gol in 23 presenze. Inizia l'annata successiva incrementando la produzione offensiva (4 gol e 2 assist in 11 partite), ma l'8 maggio 2019 viene ceduto al Columbus Crew. Otto giorni più tardi, viene annunciato che Accam avrebbe terminato la stagione a Columbus ma che dal 1º gennaio 2020 sarebbe diventato un giocatore del neonato Nashville SC, franchigia che si apprestava a prendere parte per la prima volta alla MLS.
Dopo le 6 stagioni trascorse oltreoceano, nel gennaio del 2021 Accam torna in Svezia, passando in prestito all'Hammarby per una stagione con un'opzione per un'eventuale ulteriore annata. Lascia la squadra a fine anno dopo aver collezionato 13 presenze in campionato (di cui 4 da titolare) e una rete.

### Nazionale
Ottiene la prima convocazione per la nazionale ghanese nel marzo 2013.

## Statistiche

### Presenze e reti nei club
| Stagione            | Squadra             | Campionato          | Campionato | Campionato | Coppe nazionali | Coppe nazionali | Coppe nazionali | Coppe continentali | Coppe continentali | Coppe continentali | Altre coppe | Altre coppe | Altre coppe | Totale | Totale |
| Stagione            | Squadra             | Comp                | Pres       | Reti       | Comp            | Pres            | Reti            | Comp               | Pres               | Reti               | Comp        | Pres        | Reti        | Pres   | Reti   |
| ------------------- | ------------------- | ------------------- | ---------- | ---------- | --------------- | --------------- | --------------- | ------------------ | ------------------ | ------------------ | ----------- | ----------- | ----------- | ------ | ------ |
| mar.-ago. 2012      | Östersund           | D1                  | 14         | 9          | CS              | 1               | 2               | -                  | -                  | -                  | -           | -           | -           | 15     | 11     |
| Totale Östersund    | Totale Östersund    | Totale Östersund    | 14         | 9          |                 | 1               | 2               |                    | -                  | -                  |             | -           | -           | 15     | 11     |
| ago.-nov. 2012      | Helsingborg         | A                   | 10         | 3          | CS              | 1               | 0               | UCL+UEL            | 2+6                | 0                  | -           | -           | -           | 19     | 3      |
| 2013                | Helsingborg         | A                   | 27         | 10         | CS              | 5               | 2               | -                  | -                  | -                  | -           | -           | -           | 32     | 12     |
| 2014                | Helsingborg         | A                   | 26         | 17         | CS              | 6               | 6               | -                  | -                  | -                  | -           | -           | -           | 32     | 23     |
| Totale Helsingborg  | Totale Helsingborg  | Totale Helsingborg  | 63         | 30         |                 | 12              | 8               |                    | 8                  | 0                  |             | -           | -           | 83     | 38     |
| 2015                | Chicago Fire        | MLS                 | 24         | 10         | LHUSOC          | 2               | 0               | -                  | -                  | -                  | -           | -           | -           | 26     | 10     |
| 2016                | Chicago Fire        | MLS                 | 2          | 2          | LHUSOC          | 0               | 0               | -                  | -                  | -                  | -           | -           | -           | 2      | 2      |
| Totale Chicago Fire | Totale Chicago Fire | Totale Chicago Fire | 26         | 12         |                 | 2               | 0               | -                  | -                  | -                  | -           | -           | -           | 28     | 12     |
| Totale carriera     | Totale carriera     | Totale carriera     | 103        | 51         |                 | 15              | 10              |                    | 8                  | 0                  |             | -           | -           | 126    | 61     |

## Palmarès

### Club

#### Competizioni nazionali
- Supercoppa di Svezia: 1

Helsingborg: 2012
- Coppa di Svezia: 1

Hammarby: 2020-2021